# Böhmerwälder Musikanten
Die Böhmerwälder Musikanten sind ein deutsches Blasorchester. Oft lautet die Bezeichnung auch Kurt Pascher und seine Original Böhmerwälder Musikanten.

## Geschichte
1981 gründete Kurt Pascher die Böhmerwälder Musikanten mit befreundeten Musikkollegen. Als Grundlage dienten ihm damals Noten seines aus dem Böhmerwald stammenden Großvaters. Im Jahr 1983 wurde der Bayerische Rundfunk auf das Orchester aufmerksam und lud die Musiker zu Archivaufnahmen ein. Durch diese Zusammenarbeit folgten zahlreiche Studioaufnahmen und Sendetermine. Heute kommen viele Titel des Repertoires aus der Feder von Pascher selbst.

### Auszeichnungen
Das Orchester wurde mit dem Volkstumspreis der Sudetendeutschen Landsmannschaft und dem Volksmusik-Ehrenpreis der Hanns-Seidel-Stiftung ausgezeichnet.

## Diskographie
- Die Böhmerwälder kommen. Arminia 1985
- Böhmerwälder Lieder. Koch International 1989
- Für gemütliche Stunden. 1994
- Für meine Freunde. Koch Universal Music 1998
- Musikantenstammtisch, Koch Universal Music 2002
- Mein Musikantenleben. Koch Universal Music 2006
- Star Edition-Blasmusik Sternstunden. Koch Universal Music 2008
- Böhmischer Zauber. 2009
- Kurt Pascher und seine Böhmerwälder Musikanten live. 2014
- Böhmischer Elan – Jubiläumsausgabe. Bogner Records 2017

## Böhmerwälder Tanzbodenmusik
Ein Teil von Kurt Paschers Böhmerwälder Musikanten schloss sich 1985 zur Böhmerwälder Tanzbodenmusik zusammen. Die neunköpfige Gruppe spielt dörfliche Böhmerwälder Blasmusik in authentischer Besetzung mit zwei Klarinetten, Flügelhorn, Trompete, Tenorhorn, zwei Posaunen, Tuba und Schlagzeug.